# Pear (Užice)
Pour les articles homonymes, voir Pear.
Pear (en serbe cyrillique : Пеар) est un village de Serbie situé sur le territoire de la Ville d'Užice, district de Zlatibor. Au recensement de 2011, il comptait 373 habitants.

## Démographie
| 1948  | 1953  | 1961  | 1971 | 1981 | 1991 | 2002 | 2011 |
| ----- | ----- | ----- | ---- | ---- | ---- | ---- | ---- |
| 1 042 | 1 080 | 1 008 | 835  | 783  | 537  | 433  | 373  |

|  |